# Kjamilj Džalil oglji Džalilov
Kamil Džalil oglji Džalilov (azerski: Kamil Cəlil oğlu Cəlilov, ruski: Кямиль Джалил оглы Джалилов) (Buzovna kraj Bakua, 29. siječnja 1938. – Baku, 22. veljače 2022.) azerbajdžanski je glazbenik i skladatelj poznat po majstorskom znanju u sviranju puhačkih glazbala i azerbajdžanskih narodnih glazbala.
Široko je smatran jednim od najvećih glazbenika narodne glazbe svih vremena. Majstor je u sviranju puhačkih glazbala, poput , oboe i azerbajdžanskih regionalnih narodnih glazbala.

## Životopis
Rođen je 29. siječnja 1938. u Buzovni kraj Bakua, tada dio Azerbajdžanske Sovjetske Socijalističke Republike. 
Godine 1959. završio je Bakuansko glazbeno učilište „Asaf Zejnallji“, a 1965. godine Azerbajdžanski državni konzervatorij. Studirao je kod Dž. Mamedova, V. A. Knjazkova i A. Abdullajeva. 
Od 1959. godine je nagarist, a poslije harmonikaš ansambla anrodnih instrumenata „Hatira“ pod rukovodstvom Ahsana Dadaševa, od 1965. godine bio je solist Azerbajdžanskoga državnoga komornoga orkestra „Kara Karajev“, Azerbajdžanskoga državnoga simfonijskoga orkestra, instrumentalnoga ansambla „Dan ulduzu“ pod rukovodstvom Gjuljarija Alijeva,  zasluženoga kolektiva Azerbajdžanske Sovjetske Socijalističke Republike orkestra narodnih glazbala Azgosteleradio.
Predavao je na Republičkoj umjetničkoj gimnaziji. Umro je 22. veljače 2022. u 84. godini života.

### Stvaralaštvo
U repertoaru Kjamilja Džalila ogljija Džalilova, uz zapadnoeuropsku i rusku glazbu važno mjesto zauzimaju djela azerbajdžanskih skladatelja – Arifa Džangira ogljija Melikova, Tofika Alekpera ogljija Kulijeva, Fikreta Mešadija Džamilja ogljija Amirova i mnogih drugih. Manju značajnu ulogu u njegovom repertoaru čine azerbajdžanske narodne pjesme i mugami. U njegovoj izvedbi s oboom, klasična i narodna umjetnost se međusobno nadopunjuju, on profesionalno vlada svojim instrumentom, dodajući narodnoj umjetnosti neobičan timbar oboe i njegovu virtuoznost pri sviranju oboe. Džalilove izvedbe su visoko cijenjene od slušatelja diljem svijeta, i bivših sovjetskih i stranih glazbenika i glazbenih učitelja.  
Džalilov je išao na turneju u mnoge države, uključujući: Švedsku, Libanon, Alžir, Poljsku, Čehoslovačku, Švicarsku, Italiju, Finsku i Francusku.
Melodija „Čargjah ahengi“ (azerski: Çahargah ahəngi ruski: Чаргях ахенги) koju Džalilov izvodi osvojila je prvo mjesto na IV.Međunarodnome tribunu azijskih država održanome u Manili na Filipinima, nakon čega je dobio izrazitu pohvalu od UNESCO-a.  Godine 1977. snimljena je Džalilova izvedba melodije „Čargjah ahengi“ na balabanu za Svesavezni radio (ruski: Всесоюзное радио), nakon čega je uključena je u sastav Voyager Golden Recorda pod nazivom „Mugam“.  
Objavljeni su glazbeni zapisi i diskovi za njegove izvedbe na oboi. 
Kjamilju Džalilu ogljiju Džalilovu posvećene su pjesme Zivera Agajeva, Zelimhana Jakuba, Bagadura Gakera, Agasefa Jahjajeva, koncert za obou s orkestrom dagestanskoga skladatelja Mihaila Vasiljeviča Lezginceva, televizijski dokumentarni film Kamil iz 2001. godine.

## Nasljeđe
Snimka Kjamilja Džalila ogljija Džalilova kako na balabanu svira pjesmu „Čargjah ahengi“ (azerski: Çahargah ahəngi ruski: Чаргях ахенги), uključena je u sastav Voyager Golden Recorda pod nazivom „Mugam“ s mnogim kulturnim postignućima čovječanstva.

## Filmografija
- Kamil (1997.)

## Diskografija
- Azərbaycanım (Nurla Sabah, 2008.)

## Nagrade
| Nagrada                               | Datum dobivanja     | Razlog dobivanja                                                   |
| ------------------------------------- | ------------------- | ------------------------------------------------------------------ |
| Narodni umjetnik Azerbajdžana         | 28. listopada 2000. | Za zasluge u razvoju azerbajdžanske kulture.                       |
| Orden „Čast“                          | 2. veljače 2013.    | Za velika postignuća u razvoju azerbejdžanske glazbene umjetnosti. |
| Orden „Slava“                         | 1. veljače 2013.    | Za zasluge u razvoju izvedbenih umjetnosti u Azerbajdžanu.         |
| Premija Lenjinovoga kosmolola         | ?                   |                                                                    |
| Zasluženi umjetnik Azerbajdžanske SSR | 1989.               |                                                                    |